# История на България (Блазиус Клайнер)
 Тази статия е за историографския труд на Блазиус Клайнер.  За друго значение вижте История на България (пояснение).  
„Историята на България“ от Блазиус Клайнер е история на България, предхождаща и независимо написана от „История славянобългарска“ на Паисий Хилендарски. Трудът вероятно е поръчан от чипровски имигранти в Трансилвания и съдържа предговор и пет глави. Познат е от препис, днес съхраняван в Архива на францисканците в Будапеща. Превод на български език е публикуван през 1977 под редакцията на Дуйчев и Телбизов.
Автор на този труд върху историята на българите от Ранното средновековие до Падането на Константинопол е францисканският монах Блазиус Клайнер. За живота и дейността на Клайнер се знае недостатъчно. Счита се, че той произхожда от средите на немскоезичното население в Трансилвания - т.нар. саси. Клайнер най-вероятно произхожда и твори в град Алвинц, днес Винцул де-жос в Румъния.

## Мотиви
Както сам изтъква авторът:
| „ | Царство България, което някога е било най-цветущо, още не е имало писател, който да остави на потомството описани превратните съдбини на царството и на своя народ, прочут в света… | “ |

## Увод
Най-интересен е уводът към този пръв в българската историография труд на чужденец, изцяло тематично посветен на българската история. В своя увод към историята на българите Клайнер твърди, че 
| „ | Чуждите писатели, измежду тях главно гърците, които често изпитвали мощта на българите, говорят за тях малко, и то само случайно. Смятам, че е станало така главно затова, че този извънредно войнствен народ, слабо загрижен за писмеността, е бил склонен повече да върши славни и достойни за споменаване дела, отколкото да ги описва. | “ |

 Клайнер мисли, че 
| „ | чуждите и особено латинските писатели, бидейки отдалечени, имали ограничени сведения за достойните за упоменаване преславни деяния на българите | “ |

, като в същото време обвинява гърците, 
| „ | които действително са имали отлични сведения за българите, които биха могли да оставят и на потомството, понеже понесли много злини от българите, то завистта им не допускала да кажат нещо похвално за този народ. | “ |

 Гръцките писатели по негови думи 
| „ | против волята си разказват за нанесените им щети, а, напротив, своите победи, които понякога са спечелвали над българите, много преувеличават и въздигат. И ако българският народ не е бил толкова войнствен, щото често да причинява извънредно големи затруднения на гръцките [византийските] императори, гръцките [византийските] писатели нито го биха споменали, но както премълчават деянията на други народи, така биха отминали и делата на българите. | “ |

 За написването на историята на българите, Блазиус Клайнер признава, че намерил „малко, и то пръснати тук и там сведения за българите у различни автори“, след което 
| „ | Сметнах за необходимо да ги събера грижливо и изложа в по-добър ред, така че с течение на времето някой друг, надарен с по-голям ум, подбуден от по-малко, отколкото настоящото усърдие, да пожелае да подхване започнатото дело с по-малко труд и по-голям успех и да го доведе до съвършенство. | “ |

## Значение
Трудът на Клайнер, макар останал непубликуван и въведен в научно обращение едва в края на XIX век от българския францисканец Евсевий Ферменджин, демонстрира самостоятелно мястото и значението на българите и българщината в очите на съвременниците на просветения абсолютизъм, и то по време на зараждането на т.нар. модерна историография.
Историята на България от Блазиус Клайнер и издадена на български през 1977 г. от издателството на БАН. Преводът от латински на преписа, съхраняван в Будапеща, е дело на Карол Телбизов и Иван Дуйчев.